# Dialogo del pessimismo
Il Dialogo del pessimismo è una composizione letteraria poetica mesopotamica, redatta in forma di dialogo fra uno schiavo e il suo padrone e risalente al X secolo a.C. Le interpretazioni del suo significato sono varie, ma viene solitamente ritenuto un testo sul tema dell'inutilità dell'azione umana e inserito nel gruppo della letteratura sapienziale.

## Testo e datazione
Il Dialogo è una composizione letteraria in caratteri cuneiformi e lingua accadica, datato a poco dopo il 1000 a.C. e ritrovato in Mesopotamia in cinque diverse copie, incise su tavolette di argilla. Di queste cinque copie, quattro sono classificate come "versione assira" e una come "versione babilonese", a causa di differenze sostanziali nel testo. È conosciuto in forma quasi integrale, perché solo 15 delle 86 righe originali sono frammentarie. È possibile che il "titolo" originale con cui era noto ai contemporanei fosse "Arad mitanguranni" (Schiavo, assistimi), espressione con cui si apre ogni riga di testo.

## Pubblicazione e titolo
Sebbene pubblicato in ambito accademico già nel 1886, nel 1917 e nel 1919, il titolo Dialogo del pessimismo gli fu attribuito solo nel 1923, quando Stephen Herbert Langdon lo definì così in un suo articolo. In seguito, tale titolo è stato occasionalmente criticato come frutto di un'interpretazione parziale, proponendo come titolo alternativo Dialogo dell'esitazione.

## Contenuto e stile
Il dialogo è strutturato come un dialogo poetico in dieci strofe che vede protagonisti un padrone e il suo schiavo. In ogni strofa il padrone espone un suo proposito riguardo a un'azione e lo schiavo lo sostiene con una serie di argomentazioni. Tuttavia, ogni volta il padrone cambia idea e propone di compiere l'opposto di quanto deciso prima, e anche in questo caso lo schiavo espone una serie di argomentazioni a favore della nuova decisione.
I dieci propositi riguardano:
1. Andare a palazzo
2. Pranzare
3. Andare a caccia
4. Sposarsi
5. Intraprendere un contenzioso
6. Commettere un crimine
7. Avere un rapporto sessuale con una concubina
8. Fare un sacrificio agli dei
9. Fare un investimento economico
10. Intraprendere una carriera pubblica

Un esempio di strofa, in traduzione inglese, è:
Slave, listen to me! Here I am, master, here I am!
I want to make love to a woman! Make love, master, make love!
The man who makes love forgets sorrow and fear!
O well, slave, I do not want to make love to a woman.
Do not make love, master, do not make love.
Woman is a real pitfall, a hole, a ditch,
Woman is a sharp iron dagger that cuts a man’s throat.
(strofa VII, righe 46–52)

A differenza dei dialoghi greco romani, ma in linea con le convenzioni letterarie della letteratura mesopotamica, il dialogo è limitato a due soli interlocutori, così come è comune la sua natura cinica e interrogativa. Altre caratteristiche sono l'uso di immagini ed esempi concreti e particolaristici al posto di principi astratti e universali.
Nel testo sono presenti rimandi ad altre opere coeve: l'epopea di Gilgamesh (riga 76), un detto sumero (righe 86-87), il Grande Inno a Shamash (righe 118-127).

## Interpretazione
Esistono diverse interpretazioni del significato del testo.
Alcuni lo considerano un testo teodiceo, oppure un saggio sull'inutilità dell'azione umana e dei concetti di bene e male, e vedono nelle righe finali un invito a scegliere la non esistenza piuttosto che un'esistenza futile. Chi segue questa interpretazione ha spesso paragonato il Dialogo alle opere di filosofi esistenzialisti come Kierkegaard o Camus.
Altre interpretazioni vedono il Dialogo come una satira sociale e/o religiosa, dove lo schiavo, tramite risposte contrastanti e ambigue, mette in risalto l'indecisione e l'ignavia del padrone.
Una terza interpretazione, proposta tramite paralleli con il testo mesopotamico Ludlul bēl nēmeqi e col libro biblico Qoelet, suggerisce che il significato del testo sia che i fondamenti logici dell'universo e, in ultima analisi, dell'esistenza umana siano appannaggio degli dei e perciò, pur esistenti, inconoscibili ai mortali. Perciò, l'uomo saggio si riserva di mantenere aperte tutte le possibilità, affrontandole con animo pragmatico e senso dell'umorismo.

## Paralleli con l'Antico Testamento
Diverse sezioni del Dialogo sono state messe in parallelo a versetti dei libri dell'Antico Testamento.
La struttura del dialogo, che procede fra affermazioni e negazioni, è simile al libro di Qoelet, 3, vv.1-9, ed entrambi i testi sono stati interpretati sia in modo pessimistico che ottimistico.
Nel libro di Giobbe, 3, vv. 3-12 e 9, vv. 31-39, l'uso dell'ironia e la considerazione della morte come risposta alle contraddizioni sono simili a quelle del Dialogo, sebbene in Giobbe non si consideri mai il suicidio e i versetti finali siano in genere considerati più positivi.
Le righe finali del Dialogo, "chi è così alto da ascendere al cielo? Chi è così vasto da abbracciare il mondo intero?" hanno corrispondenza in diversi versetti biblici, fra cui Agur, 30, v.4; Giobbe, 17, vv.7-9 e 28, vv.12-18; e Deuteronomio, 30, vv.11-14.